# Robert A. J. Gagnon

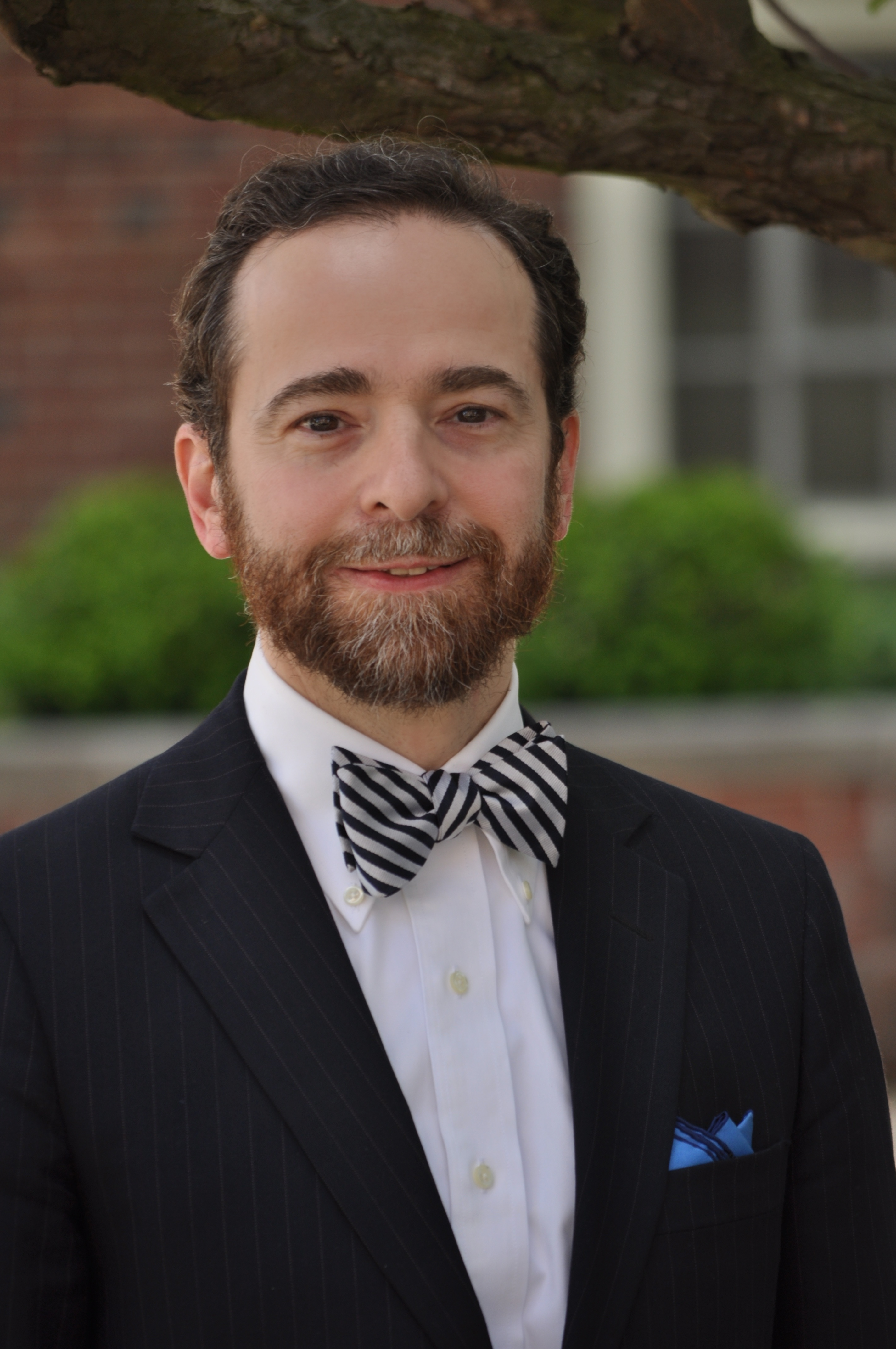
Robert A. J. Gagnon, 2013

Robert A. J. Gagnon (* 1958) ist Professor für Neues Testament am Pittsburgh Theological Seminary. Er wurde bekannt durch sein Buch The Bible and Homosexual Practice und ist heute ein gefragter Vortragsredner.

## Leben
Gagnon machte am Dartmouth College seinen Bachelor in Geschichte und studierte Theologie an der Harvard Divinity School. Er promovierte am Princeton Theological Seminary. 1994 begann er als Assistant Professor am Pittsburgh Theological Seminary, wo er 2002 zum Associate Professor ernannt wurde. 
Sein besonderes Interesse gilt der paulinischen Theologie und Spiritualität im Neuen Testament, der Exegese des Römerbriefs und 1. Korintherbriefs. Er befasst sich auch mit sexuellen Fragen in der Bibel, insbesondere mit Bibeltexten zur Homosexualität.
Robert Gagnon ist ordinierter Ältester der Presbyterian Church (USA).

## Werke
2001 erschien The Bible and Homosexual Practice, das erste Buch, das die konservative Bibelauslegung bezüglich homosexueller Praxis auf akademischem Niveau behandelt (The Bible and Homosexual Practice: Texts and Hermeneutics.  2001, Abingdon Press, Nashville, ISBN 0-687-02279-7). Gagnon verwendet dabei die historisch-kritische und literarkritische Methoden und das fachliche Niveau seiner Arbeit und der unpolemische Ton werden von namhaften Neutestamentlern und auch von einigen Leuten, die seine Ansichten nicht teilen, anerkannt.
Es folgten zahlreiche Artikel zum Thema Homosexualität und Reviews von Büchern über Gay Theology. Einige Artikel und Reviews hat er auf seinem Webauftritt veröffentlicht.
2003 gab Gagnon zusammen mit Dan O. Via das kontradiktorische Büchlein Homosexuality and the Bible: Two Views heraus. (Homosexuality and the Bible: Two Views. Augsburg Fortress Publishers, ISBN 0-8006-3618-X)
2005 verfasste Gagnon den 7500-Wort-Artikel Sexuality im Dictionary for Theological Interpretation of the Bible. (Kevin J. Vanhoozer, Dictionary for Theological Interpretation of the Bible. 2005, Baker Academic, ISBN 0-801-02694-6)